# Lijst van rivieren in Washington (staat)

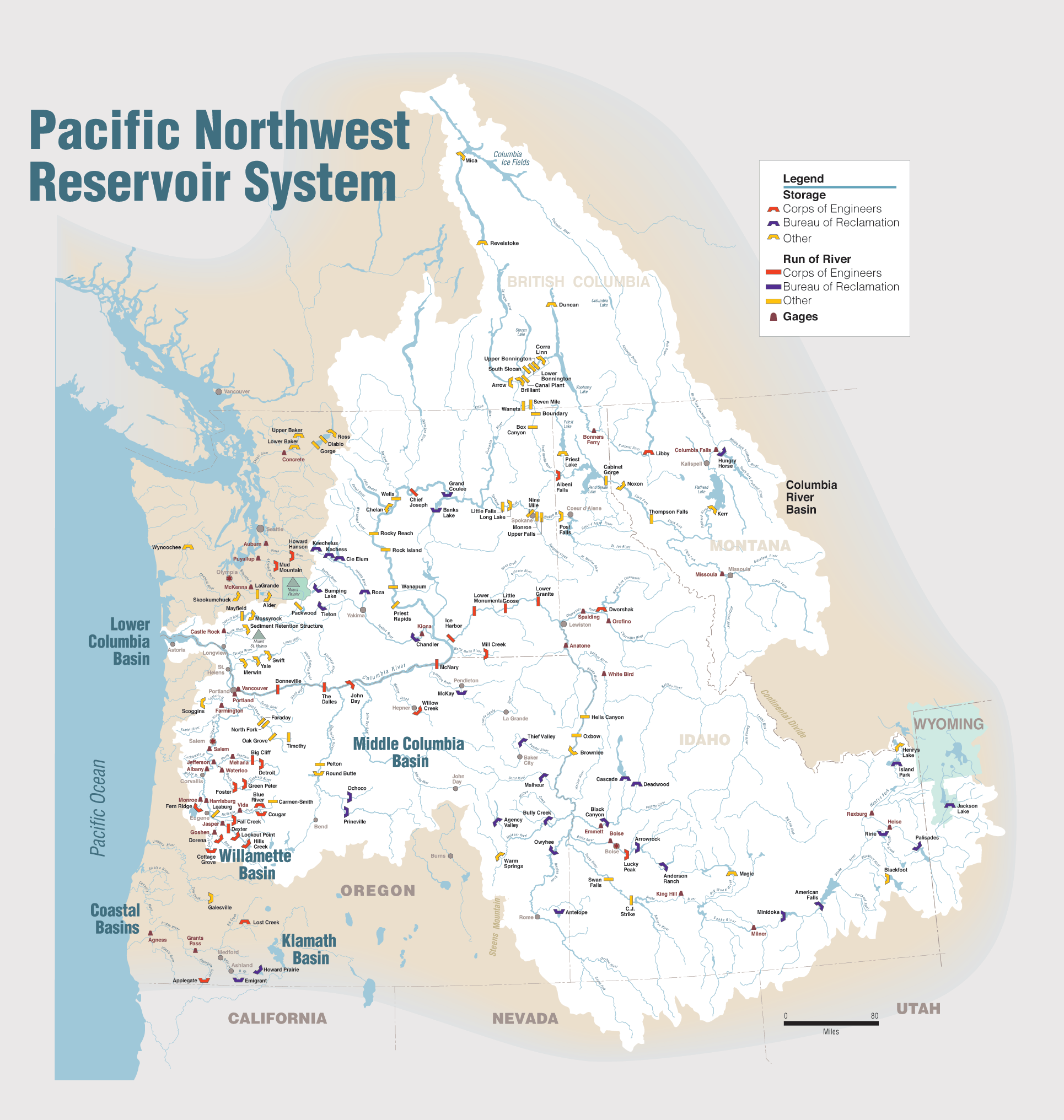
Pacific Northwest River System

Dit is een lijst van rivieren in de staat Washington.
| - American River - Baker River - Big Quilcene River - Black River - Bogachiel River - Calawah River - Carbon River - Cedar River - Chehalis River - Chewuch River - Chiwawa River - Cispus River - Cle Elum River - Clearwater River - Columbia River - Colville River - Cowlitz River - Deschutes River - Dickey River - Dosewallips River - Duckabush River - Dungeness River - Duwamish River - Elwha River - Entiat River - Gray Wolf River - Grays River - Green River - Greenwater River - Hamma Hamma River | - Hoh River - Hoko River - Humptulips River - Kettle River - Klickitat River - Lewis River - Little Pend Oreille River - Little Spokane River - Little White Salmon - Mad River - Mashel River - Methow River - Muddy River - Naches River - Naselle River - Newaukum River - Nisqually River - Nooksack River - Okanogan River - Palouse River - Pend Oreille River - Pilchuck River - Puyallup River - Queets River - Quillayute River - Quinault River - Raging River - Rex River - Samish River - Sammamish River | - Satsop River - Sauk River - Sol Duc River - Skagit River - Skokomish River - Skookumchuck River - Skykomish River - Snake River - Snohomish River - Snoqualmie River - Spokane River - Stehekin River - Stillaguamish River - Stuck River - Sultan River - Tilton River - Tolt River - Toutle River - Tucannon River - Twisp River - Walla Walla River - Washougal River - Wenatchee River - White River - White Salmon River - Willapa River - Wishkah River - Wynoochee River - Yakima River |

Alabama · Alaska · Arizona · Arkansas ·  Californië · Colorado · Connecticut · Delaware · Florida · Georgia · Hawaï · Idaho ·  Illinois · Indiana · Iowa · Kansas · Kentucky · Louisiana · Maine · Maryland · Massachusetts · Michigan · Minnesota · Mississippi · Missouri · Montana · Nebraska · Nevada · New Hampshire · New Jersey · New Mexico · New York ·  North Carolina · North Dakota · Ohio · Oklahoma · Oregon · Pennsylvania · Rhode Island · South Carolina · South Dakota · Tennessee · Texas · Utah · Vermont · Virginia · Washington (staat) · Washington D.C. · West Virginia · Wisconsin · Wyoming